# All Along the Watchtower
»All Along the Watchtower« je pesem, ki jo je napisal in posnel ameriški glasbenik Bob Dylan. Pesem se je sprva pojavila na njegovem albumu iz leta 1967 John Wesley Harding in je bila vključena v večino njegovih naslednjih kompilacij največjih uspešnic. Od poznih 70-ih let 20. stoletja jo je na koncertih izvajal več kot katero koli drugo svojo skladbo. Različne različice se pojavljajo na štirih Dylanovih albumih v živo.
Pesem »All Along the Watchtower«, ki jo pokrivajo številni izvajalci v različnih žanrih, se močno poistovetuje z interpretacijo Jimija Hendrixa, ki jo je posnel za album Electric Ladyland s skupino Jimi Hendrix Experience. Hendrixova različica, ki je izšla šest mesecev po Dylanovem izvirnem posnetku, je leta 1968 postala singl Top 20, leta 2001 prejela nagrado Grammy Hall of Fame in so jo leta 2004 uvrstili na 48. mesto lestvice 500 najboljših pesmi vseh časov revije Rolling Stone (40. različica 2021).

## Dylanov izvirnik

### Ozadje
Po nesreči z motorjem julija 1966 je Dylan naslednjih 18 mesecev okreval na svojem domu v Woodstocku in pisal pesmi. Po besedah Clintona Heylina so bile vse pesmi za John Wesley Harding napisane in posnete v obdobju šestih tednov konec leta 1967. Z enim otrokom, rojenim v začetku leta 1966 in drugim sredi leta 1967, se je Dylan ustalil v družinskem življenju.

### Snemanje
Dylan je posnel »All Along the Watchtower« 6. novembra 1967 v Columbia Studio A v Nashvillu, Tennessee v istem studiu, kjer je spomladi prejšnjega leta končal Blonde on Blonde. Dylana, ki je igral akustično kitaro in harmoniko, sta spremljala dva veterana iz Nashvillea s sej Blonde on Blonde, Charlie McCoy na bas kitari in Kenneth Buttrey na bobnih. Producent je bil Bob Johnston, ki je produciral Dylanova dva predhodna albuma, Highway 61 Revisited leta 1965 in Blonde on Blonde leta 1966.
Končna različica »All Along the Watchtower« je nastala iz dveh različnih posnetkov med drugim od treh seans John Wesley Harding. Seja se je začela s petimi posnetki pesmi, od katerih sta bila tretji in peti spojena, da je nastala skladba albuma. Kot pri večini izborov na albumu je pesem temno, redko delo, ki je v močnem nasprotju z Dylanovimi prejšnjimi posnetki iz sredine 60-ih let 20. stoletja.

### Analiza
Več recenzentov je poudarilo, da besedila v »All Along the Watchtower« odmevajo vrstice v Izaijini knjigi, 21. poglavje, verzi 5–9:
Komentiranje pesmi o Johnu Wesleyju Hardingu v intervjuju, objavljenem v reviji za narodnozabavno glasbo Sing Out! oktobra 1968, je Dylan Johnu Cohenu in Happyju Traumu povedal:
Nisem izpolnil naloge baladnega pevca. Pevec lahko sedi in poje tri pesmi eno uro in pol ... lahko vam jih razgrne. Tem napevom na albumu John Wesley Harding manjka ta tradicionalni čut časa.
Na nenavadno strukturo pripovedi je pripomnil profesor angleške književnosti Christopher Ricks, ki je komentiral, da je "All Along the Watchtower" primer Dylanove drznosti pri manipuliranju s kronološkim časom: "na koncu zadnjega verza je, kot da bi pesem se končno nenavadno začne in kot da se je mit znova začel." 
Heylin je opisal Dylanovo pripovedno tehniko v "Watchtower" tako, da poslušalca pripravi na epsko balado s prvima dvema verzoma, potem pa po kratkem instrumentalnem odlomku pevec prereže "do konca pesmi, pri čemer pusti poslušalca, da izpolni njegove ali njene lastne (s pogubo obremenjene) praznine." 
Kritiki so Dylanovo različico označili za mojstrovino podcenjevanja. Andy Gill je dejal: "V Dylanovi različici pesmi je to neplodnost scenarija, ki oprime, visoka strašljiva harmonika in preprosto gibanje riffa naprej, ki nosi podcenjene posledice kataklizme; kot je pozneje posnel Jimi Hendrix ... da je kataklizma strašljivo otipljiva skozi derviške vrtince kitare." 
Dave Van Ronk, zgodnji Dylanov podpornik in mentor, se ni strinjal z večinskim stališčem, ko je podal naslednjo kritiko:

### Predstave in poznejše izdaje
John Wesley Harding je izšel 27. decembra 1967, manj kot dva meseca po snemanju. Pesem je bila drugi singel z albuma, ki je izšel 22. novembra 1968, vendar se ni uvrstil na lestvice. Posnetek v živo »All Along the Watchtower« z albuma Before the Flood se je pojavil kot B stran pesmi »Most Likely You Go Your Way (And I'll Go Mine)« leta 1974. Posnetki so prišli z ločenih koncertov v začetku istega leta na Forumu v bližini Los Angelesa, oba z Dylanom podprta s skupino The Band.
Dylan je skladbo prvič izvedel v živo 3. januarja 1974 v Chicagu na uvodni večer svoje turneje 'comeback'. Od tega prvega nastopa v živo je Dylan dosledno izvajal pesem, ki je bolj blizu Hendrixovi različici kot njegovemu lastnemu izvirnemu posnetku. V The Bob Dylan Encyclopedia je kritik Michael Gray zapisal, da je to najpogosteje izvajana od vseh Dylanovih pesmi. Po Grayevem štetju je Dylan do konca leta 2003 skladbo izvedel 1393-krat. Glede na Dylanovo lastno spletno stran je do leta 2015 pesem izvedel 2257-krat. 

In recent years, Dylan in live performances has taken to singing the first verse again at the end of the song. As Gray notes in his Bob Dylan Encyclopedia: 
"Dylan chooses to end in a way that at once reduces the song's apocalyptic impact and cranks up its emphasis on the artist's own centrality. Repeating the first stanza as the last means Dylan now ends with the words 'None of them along the line/Know what any of it is worth' (and this is sung with a prolonged, dark linger on that word 'worth')."
Dylan je verjetno sledil zgledu skupine Grateful Dead pri zaključku pesmi s ponavljanjem prvega verza. Skupina Grateful Dead je skladbo prevzela na ta način, tako z Dylanom kot brez njega. 
Izvirni posnetek pesmi »All Along the Watchtower« se pojavlja na večini Dylanovih albumov »največjih uspešnic«, kot tudi na njegovih dveh kompilacijah box set, Biograph, izdan leta 1985, in Dylan, izdan leta 2007. Poleg tega je Dylan izdal žive posnetke pesmi na naslednjih albumih: Before the Flood (posneto februarja 1974); Bob Dylan pri Budokanu (posneto marca 1978); Dylan &amp; The Dead (posneto julija 1987); in MTV Unplugged (posneto novembra 1994).  

## Jimi Hendrix Experience
Skupina Jimi Hendrix Experience so je začela snemati svojo različico Dylanove pesmi »All Along the Watchtower« 21. januarja 1968 v Olympic Studios v Londonu. Po besedah inženirja Andyja Johnsa je Jimi Hendrix prejel kaseto Dylanovega posnetka od publicista Michaela Goldsteina, ki je delal za Dylanovega menedžerja Alberta Grossmana . »(Hendrix) je prišel s temi Dylanovimi kasetami in vsi smo jih prvič slišali v studiu,« se je spomnil Johns.

### Snemanje
Po besedah Hendrixovega rednega inženirja Eddieja Kramerja je kitarist že prvi dan zmanjšal veliko število posnetkov in kričal spremembe akordov Daveu Masonu, ki se je pojavil na seji in zaigral dodatno kitaro z dvanajstimi strunami. Na polovici seje je basist Noel Redding postal nezadovoljen s potekom in je odšel. Mason je nato prevzel bas. Po besedah Kramerja je zadnji bas odigral Hendrix sam. Hendrixov prijatelj in multiinštrumentalist Rolling Stonesov Brian Jones je na progi igral na različna tolkala. »To je on, ki igra thwack, ki ga slišite na koncu vsakega takta v uvodu, na inštrumentu, imenovanem vibraslap.«   Jones je prvotno posnel klavirski del, ki je bil kasneje zmešan namesto tolkal.
Kramer in Chas Chandler sta zmiksala prvo različico »All Along the Watchtower« 26. januarja, vendar je bil Hendrix hitro nezadovoljen z rezultatom in je junija, julija in avgusta v studiu Record Plant v New Yorku nadaljeval s ponovnim snemanjem in presnemavanje kitarskih delov. Inženir Tony Bongiovi je opisal, da je Hendrix postajal vedno bolj nezadovoljen, ko je pesem napredovala, prepisoval je vedno več kitarskih delov, s čimer se je glavni posnetek premaknil s štiristeznega na dvanajststezni na šestnajststezni stroj. Bongiovi se je spomnil: »Snemanje teh novih zamisli je pomenilo, da bo moral nekaj izbrisati. V tednih pred miksanjem smo že posneli številne nadomestke, ki so brisali skladbo za skladbo. [Hendrix] je nenehno govoril: 'Mislim, da slišim malo drugače.'«

### Izdaja in lestvice
Dokončana različica je bila izdana kot singel v ZDA 21. septembra 1968, skoraj mesec dni pred izidom albuma na Electric Ladyland oktobra. Singl je dosegel peto mesto na britanskih lestvicah, postal prvi stereo singel v Združenem kraljestvu, ki mu je to uspelo, in 20. mesto na lestvici Billboard, Hendrixov najvišje uvrščeni ameriški singel.

### Sprejem
Dylan je opisal svojo reakcijo, ko je slišal Hendrixovo različico: »Res me je prevzelo. Imel je tak talent, lahko je našel stvari v pesmi in jih močno razvijal. Tam je našel stvari, ki jih drugi ljudje ne bi našli. Verjetno ga je izboljšal s prostori, ki jih je uporabljal. Pravzaprav sem vzel licenco za pesem iz njegove različice in to počnem še danes.« V knjižici, ki spremlja njegov album Biograph, je Dylan dejal: »Všeč mi je bila plošča Jimija Hendrixa o tem in odkar je umrl, to počnem tako . . . Čudno, kako ko jo pojem, vedno čutim, da je to na nek način poklon njemu.«
Hendrixov posnetek pesmi se je pojavil na 40. mestu na lestvici 500 najboljših pesmi vseh časov revije Rolling Stone, leta 2000 pa jo je britanska revija Total Guitar uvrstila na vrh seznama najboljših naslovnih različic vseh časov. Hendrixov kitarski solo je vključen na številko pet na seznamu ameriške revije Guitar World 100-h največjih kitarskih solov.
Hendrixovo različico »All Along The Watchtower« je Billboard leta 2015 uvrstil na seznam »Najbolj predvajanih pesmi v filmih«. Uporabljen je bil v desetinah filmov, vključno s Forrest Gumpom, Rush, Watchmen in A Bronx Tale. Pojavil se je tudi v več televizijskih oddajah, vključno z Battlestar Galactica kot temo za razkritje končnih, skritih Sajlonov.

### Certifikati
Predloga:Certification Table Top
Predloga:Certification Table Entry
Predloga:Certification Table Entry
Predloga:Certification Table Bottom